# 噻鼠灵
噻鼠灵（英語：Difethialone）是一種用作滅鼠劑的抗凝血劑。它被認為是第二代藥劑。